# Korczyn Rustykalny
Korczyn Rustykalny (ukr. Корчин Рустикальний) – dawna wieś, obecnie wschodnia część wsi Korczyn (ukr. Корчин) na Ukrainie, w rejonie skolskim obwodu lwowskiego.
Leży na południowym brzegu rzeki Stryj.

## Historia
Korczyn Rustykalny to dawniej samodzielna wieś. W II Rzeczypospolitej stanowiła gminę jednostkową Korczyn Rustykalny w  powiecie stryjskim w województwie stanisławowskim. 1 sierpnia 1934 roku w ramach reformy na podstawie ustawy scaleniowej wszedł w skład nowej zbiorowej gminy Synowódzko Wyżne, gdzie we wrześniu 1934 utworzył gromadę.
Podczas II wojny światowej połączony z Korczynem Szlacheckim w jedną wieś Korczyn w gminie Synowódzko Wyżne w powiecie stryjskim w dystrykcie Galicja, która w 1943 roku liczyła 1463 mieszkańców.
W czasie okupacji niemieckiej ukraiński mieszkaniec wsi Juzef Anufrijew udzielał pomocy Żydom, za co w 1990 roku Instytut Jad Waszem uhonorował go tytułem Sprawiedliwego wśród Narodów Świata.
Po wojnie włączony w struktury ZSRR.